# Hiromichi Kunikawa
Hiromichi Kunikawa (國川浩道?, Kunikawa Hiromichi; Chiba, 5 novembre 1981) è un pilota motociclistico giapponese.

## Carriera
Ha iniziato la sua carriera nelle competizioni motociclistiche ad un certo livello gareggiando nel campionato giapponese di velocità del 2007, in classe 250 e alla guida di una Yamaha, classificandosi al 15º posto.
L'anno successivo è passato a competere nelle Superstock 600 su una Honda, arrivando al 21º posto; resta nella stessa categoria e con la stessa motocicletta anche l'anno successivo migliorando la sua posizione fino al 19º posto.
Stava gareggiando sempre nella stessa categoria anche nel 2010 ed era al secondo posto in classifica quando è stato chiamato ad esordire nella classe Moto2 del motomondiale, correndo con una Bimota HB4 per il team Bimota - M Racing dal Gran Premio del Giappone in sostituzione di Niccolò Canepa. Partecipa anche ai gran premi rimasti della stagione ma non ottiene punti validi per la classifica iridata.
Torna a disputare una gara mondiale nel 2016 quando partecipa ad un gran premio nel campionato mondiale Supersport in qualità di wild card a bordo di una Kawasaki ZX-6R del team Kawasaki Puccetti Racing.
Nel 2017 partecipa alla Coppa Europa della categoria Supersport (competizione che si corre all'interno del mondiale Supersort) in sella ad una Honda CBR600RR del team CIA Landlord Insurance Honda. In questa squadra trova come compagni di squadra: il francese Jules Cluzel, lo svizzero Robin Mulhauser ed il connazionale Hikari Ōkubo. Non ottiene punti.

## Risultati in gara

### Motomondiale
| 2010 | Classe | Moto   |  |  |  |  |  |  |  |  |    |  |  |  |  |     |    |     |    |    | Punti | Pos. |
| ---- | ------ | ------ |  |  |  |  |  |  |  |  | -- |  |  |  |  | --- | -- | --- | -- | -- | ----- | ---- |
| 2010 | Moto2  | Bimota |  |  |  |  |  |  |  |  | NE |  |  |  |  | Rit | 28 | Rit | NQ | 33 | 0     |      |

| Legenda | 1º posto        | 2º posto            | 3º posto            | A punti      | Senza punti        | Grassetto – Pole position Corsivo – Giro più veloce |
| Legenda | Gara non valida | Non qual./Non part. | Ritirato/Non class. | Squalificato | '-' Dato non disp. | Grassetto – Pole position Corsivo – Giro più veloce |

### Campionato mondiale Supersport
| 2016 | Moto     |  |  |     |  |  |  |  |  |  |  |  |  |  |  | Punti | Pos. |
| ---- | -------- |  |  | --- |  |  |  |  |  |  |  |  |  |  |  | ----- | ---- |
| 2016 | Kawasaki |  |  | Rit |  |  |  |  |  |  |  |  |  |  |  | 0     |      |

| 2017 | Moto  |  |  |    |     |    |    |    |  |  |  |  |  |  |  | Punti | Pos. |
| ---- | ----- |  |  | -- | --- | -- | -- | -- |  |  |  |  |  |  |  | ----- | ---- |
| 2017 | Honda |  |  | 23 | Rit | 20 | 26 | 21 |  |  |  |  |  |  |  | 0     |      |

| Legenda | 1º posto        | 2º posto            | 3º posto           | A punti      | Senza punti        | Grassetto – Pole position Corsivo – Giro più veloce |
| Legenda | Gara non valida | Non qual./Non part. | Ritirato/Non class | Squalificato | '-' Dato non disp. | Grassetto – Pole position Corsivo – Giro più veloce |